# 허경욱
허경욱(許京旭, 1955년 8월 14일 ~ , 서울)은 대한민국의 전 정무직공무원이다.

## 학력
- 경기고등학교 졸업
- 서울대학교 경영학 학사
- 스탠퍼드대학교 대학원 경영학 석사

## 경력
- 제22회 행정고시 합격
- IBRD YP(Young Professional) 및 IFC Financial Analyst 근무
- IBRD Task Manager 및 Financial Specialist 근무
- 공인재무분석사(CFA:Chartered Financial Analyst) 자격 취득
- 재정경제부 국제금융국 국제기구과 과장
- 재정경제부 국제금융국 금융협력과 과장
- 재정경제부 국제금융국 국제금융과 과장
- IMF 선임경제학자 (Senior Economist 근무)
- 기획예산처 재정기획실 산업재정심의관
- 재정경제부 장관 비서실장
- 재정경제부 국제금융국 국장
- 재정경제부 국제업무정책관
- 대통령실 국정기획수석실 국책과제1비서관
- 기획재정부 제1차관
- 주 경제협력개발기구(OECD) 대한민국 대표부 대사
- 경제협력개발기구(OECD) 연금위원회의장/개발전략의원회공동의장/중국연구비공식그룹 의장
- 서울대 국제 대학원 초빙교수
- KDI 국제정책대학원 초빙교수
- AMRO(ASEAN+3 Macroeconomic Research Office) Advisor
- 법무법인(유한) 태평양 고문
- 2015년 3월 ~ 2021년 3월 (주)GS 사외이사
- 2016년 3월 ~ 2022년 3월 삼성생명 사외이사
- 삼성생명 감사위원회 의장
- 삼성생명 위험관리위원회 위원
- 삼성생명 임원후보추천위원회 위원
- 삼성생명 ESG위원회 의장
- ㈜오에스비저축은행 사외이사
- 2022년 3월 ~ 두산 사외이사
- 두산 감사위원회 위원